# Hilarius
Hilarius är ett latinskt namn, som kommer av det grekiska hilaros (glad). Namnet fanns, till minne av en påve på 400-talet, även i formen Hilarius biskop, på dagens datum fram till 1901, då det utgick.

## Personer
- Hilarius av Poitiers, (ca 317-367), biskop av Poitiers och kyrkolärare
- Hilarius (påve) (-468), påve och helgon
- Hilarius av Arles (ca 403-449), biskop av Arles och helgon